# Бялы-Бур
Бялы-Бур (пол. Biały Bór), Бальденберг (нем. Baldenburg) — город в Польше, входит в Западно-Поморское воеводство, Щецинецкий повят. Имеет статус городско-сельской гмины. Занимает площадь 12,76 км². Население — 2166 человек (на 2008 год).